# チキン・パルミジャーナ
チキン・パルメザンないしチキン・パルミジャーナ（Chicken parmesan、Chiken parmijiana）は、パン粉をまぶした鶏むね肉にトマトソースとモッツァレッラ、パルミジャーノ・レッジャーノないしプロヴォローネなどのチーズをかけてオーブンで焼いたイタリア系アメリカ料理。大量のハムないしベーコンが加えられる場合もある。「鶏肉を生地にしたピザ」とも説明される。
この料理は20世紀初期のアメリカ合衆国のイタリア系移民に由来している。揚げたナスのスライスとトマトソースを使ったパルミジャーナ・ディ・メランツァーネと、イタリアでは一般的にソースやチーズなしで供される、パン粉をまぶした仔牛肉のカツレツであるコトレッタを組み合わせたものと推測されている。
チキン・パルメザンはサンドイッチやパイなどの様々な料理のベースとしても使われており、一部のレストランでは大食いコンテストの対象となっている。

## 歴史

### 北アメリカ
「チキン・パルム」とも呼ばれるこの料理は、合衆国北東部のイタリア系移民によって考案され、1950年代までにはイタリア系アメリカ料理を提供するレストランで人気の定番料理となっていた。また、家庭料理としても人気の一品となった。1953年のニューヨーク・ヘラルド・トリビューン紙には冷凍フライドチキンのパティやフィレを他の加工食品と一緒に使って作る家庭向けレシピが掲載された。1962年にもレシピがニューヨーク・タイムズ紙に掲載されている。
合衆国とカナダではチキン・パルメザンはしばしば主菜として供されるが、副菜として供されたりパスタのトッピングとして用いられたりもする。多くのレストランではチキン・パルム・サンドイッチとしても供している。アメリカに到着すると、イタリア移民はアメリカの手頃な肉市場を利用し始め、鶏肉をパルジャミーナに取り入れた。

### オーストラリア

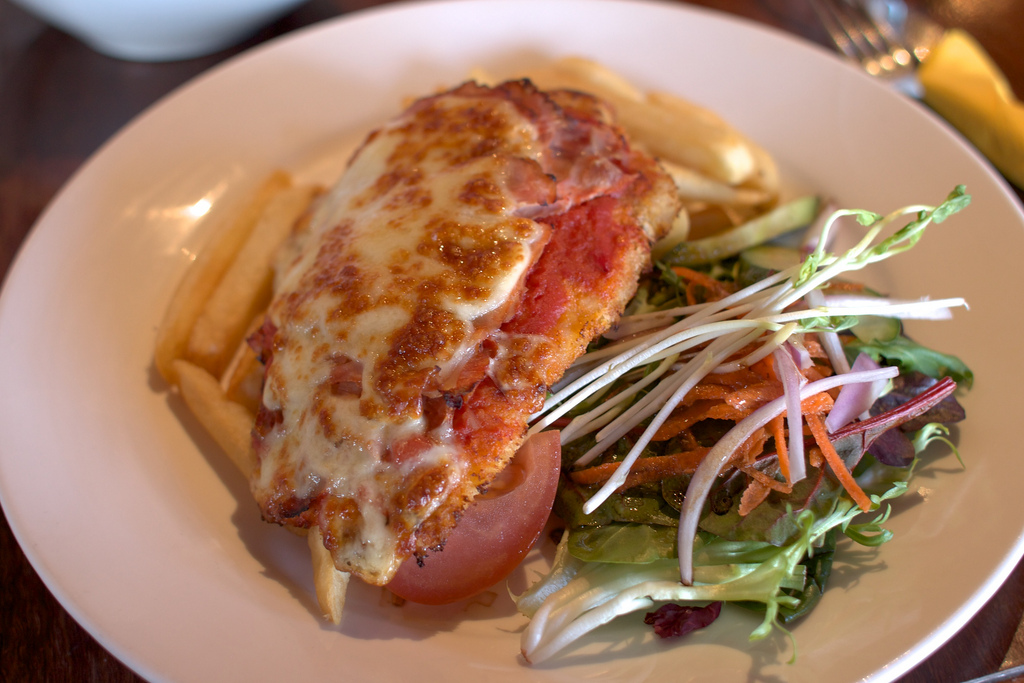
チップスとサラダを添えたチキン・パルミジャーナは、オーストラリアでは一般的である。

チキン・パルミジャーナは1950年代にはオーストラリアで知られるようになっていた。早いところでは1953年にアデレードのレストランで提供されていた。
オーストラリア全土で通常は主菜として供されており、パブでの定番料理となっている。
2019年にABCラジオ・ホバートで放送されたインタビューで、食文化史研究家のジャン・オコネルはチキン・パルミジャーナがパブの定番になったのは1980年代になってからだと考えており、それまでは主にレストランで供されていたと述べている。
オーストラリアではチップスとサラダを添えて提供されるのが一般的だが、チップスをチキンの下に置くべきなのか、隣に置くべきなのかには議論がある。人気があることからメルボルンにチキン・パルミジャーナ専門店が開店し、地域内のさまざまなパブで購入したチキン・パルミジャーナを比較する専門のレビューサイトもある。この料理の呼び名は地域によって異なり、「パルミー」、「パルミ」、「パルマ」が最も一般的なものである。

## バリエーション

### アジアのフュージョン料理
フュージョン料理では、チキン・パルメザンはアジアの味覚に合うように、トマトベースのソースに少量の醤油（塩の代わりに使う）を加えて修正されており、ご飯や焼きそば（炒麺）と一緒に提供されることもある。英語圏ではチキンカツ・パルメザンとして売られていたりもする。トマトソースではなくパン粉を付ける際の溶き卵に醤油が加えられることもある。

## 類似の料理

### イタリア

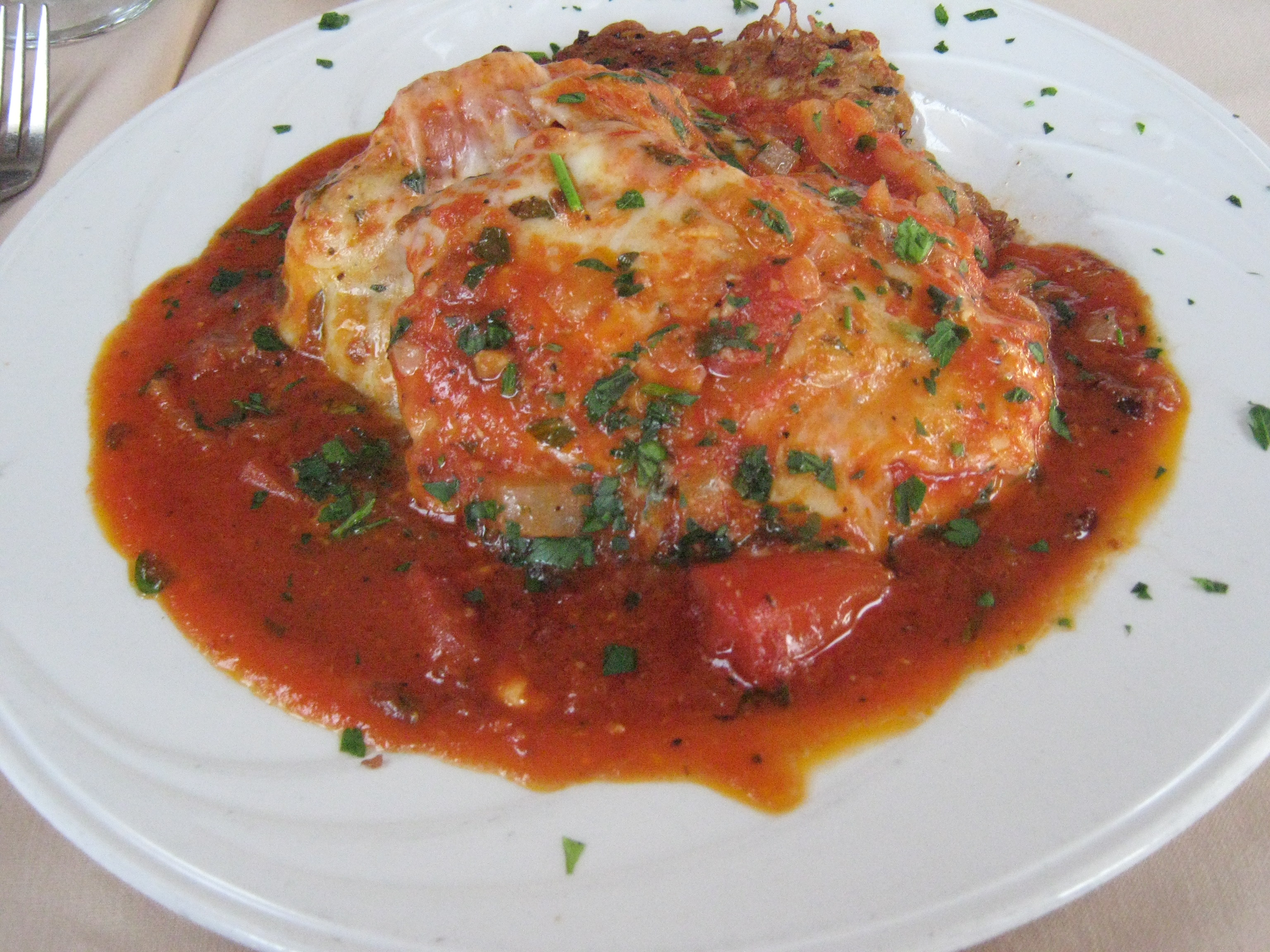
ヴェネツィアの鶏肉のピッツァイオーラ

鶏肉の代わりにパン粉をまぶした薄切りナスを使ったパルミジャーナの他に、イタリアには肉を使った同様の料理が他にもある。
ピッツァイオーラ（Pizzaiola、「ピザ職人風」の意）はナポリの伝統的な料理であり、食肉にチーズを載せ、トマト、オリーブオイル、ニンニク、白ワインで調理されることが多い。牛肉が最も多く使われるが、鶏肉や豚肉もよく使われる。
仔牛肉を使った同様のイタリア料理としてはコトレッタ・アッラ・ボロネーゼが知られており、トマトソースは使われていないが溶けたパルミジャーノ・レッジャーノと生ハムが使われている
。

### イギリス
イギリスのパルモはミドルズブラ発祥で通常はパン粉をまぶした鶏肉か豚肉を揚げて、トマトソースではなくベシャメルソースとチーズを掛けた料理である。パルマの起源は、チキン・パルミジャーナの派生料理であるエスカロープパルメザンだった。

### アルゼンチン
アルゼンチンではミラネーサ・ア・ラ・ナポリターナのバリエーションとして、チキン・パルミジャーナ同様に牛肉の代わりに鶏肉が使用される。ハム、ベーコン、目玉焼きが載せられることもあり、通常はフライドポテトが添えられる。